# Hans-Joachim Kunst
Hans-Joachim Kunst (* 5. Juli 1929 in Perleberg; † 7. Februar 2007 in Marburg) war ein deutscher Kunsthistoriker mit Schwerpunkt auf Architekturgeschichte.

## Leben
Die Familie stammte aus Perleberg und wohnte dort in der Pritzwalkerstraße 4. Hans-Joachim Kunst besuchte von 1935 bis 1940 die Grundschule und von 1940 bis 1949 das Gymnasium in Perleberg. Nach dem Abitur studierte er von 1949 bis 1951 Architektur an der TU Berlin.
Von 1954 bis 1964 studierte er Kunstgeschichte an der Universität Marburg und promovierte über Die Entstehung des Hallenumgangschores - Der Domchor zu Verden an der Aller und seine Stellung in der gotischen Architektur (1964, summa cum laude).
Von 1965 bis 1967 war er an der Rheinischen Friedrich-Wilhelms-Universität in Bonn Assistent am Kunstgeschichtlichen Institut. Von 1967 bis 1972 arbeitete er als wissenschaftlicher Assistent am Kunstgeschichtlichen Institut der Universität Marburg. Im Jahre 1969 wurde er zum Akademischen Rat ernannt. Die Ernennung zum Professor erfolgte 1972. Kunst blieb bis zu seiner Emeritierung am 30. September 1994 in Marburg tätig.

## Schriften
- Der Afrikaner in der europäischen Kunst, 1967
- Die Entstehung des Hallenumgangchores - Der Domchor zu Verden an der Aller und seine Stellung in der gotischen Architektur, in: Marburger Jahrbuch für Kunstwissenschaft 18. Bd. (1969)
- Die Elisabethkirche in der Fotografie, in: Marburger Jahrbuch für Kunstwissenschaft, 20. Bd., 1981 (1981), S. 72–80 (Erste Seite der Veröffentlichung)
- Die Marienkirche in Lübeck : die Präsenz bischöflicher Architekturformen in der Bürgerkirche. Werner, Worms 1986, ISBN 3-88462-502-0
- Der Dichter als Maler, der Maler als Dichter, in: Marburger Jahrbuch für Kunstwissenschaft, 24. Bd., Kunst als Asthetisches Ereignis (1997), S. 293–300

Herausgeberschaften
- Kirche zwischen Schloss und Markt. Die Lutherische Pfarrkirche St. Marien zu Marburg (gemeinsam mit Eckart Glockzin), Marburg 1997
- Die Kathedrale in Reims. Architektur als Schauplatz politischer Bedeutungen, (gemeinsam mit Wolfgang Schenkluhn), Frankfurt 1988
- Bürgerliche Revolution und Romantik. Natur und Gesellschaft bei Caspar David Friedrich, (gemeinsam mit Berthold Hinz und Peter Märker), 1986
- 700 Jahre Elisabethkirche in Marburg 1283-1983, Ausstellungskataloge 1–7, E. 8 Bände, Marburg 1983, ISBN 377080757X.
  - Bauwerk und Bildwerk im Hochmittelalter. Anschauliche Beiträge zur Kultur- und Sozialgeschichte, (gemeinsam mit Karl Clausberg und Dieter Kimpel), 1981